# Cyanolipton
Cyanolipton is een kevergeslacht uit de familie van de boktorren (Cerambycidae). De wetenschappelijke naam van het geslacht werd voor het eerst geldig gepubliceerd in 2004 door Komiya.

## Soorten
Cyanolipton is monotypisch en omvat slechts de volgende soort:
- Cyanolipton metallicum (Aurivillius, 1910)